# دهستان حاجی‌آباد
دهستان حاجی‌آباد یکی از دهستان‌های استان مرکزی است که در بخش مرکزی کلانشهر اراک واقع شده‌است.
روستاهای تابع آن عبارتند از: احمد آباد، بغدادی، چقا، حاجی آباد، حسین آباد، پادگان مالک اشتر، رسول آباد، شهرجرد